# Росскопф, Йёрг
Йёрг Роскопф (нем. Jörg Roßkopf; 22 мая 1969, Дибург) — немецкий игрок и тренер по настольному теннису. Чемпион мира 1989 г. в парном разряде (в паре со Штеффеном Фетцнером). Первый немецкий спортсмен, ставший чемпионом Европы (1992) и обладателем Кубка мира (1998) по настольному теннису в одиночном разряде. Восьмикратный чемпион Германии в одиночном разряде. До завершения своей активной профессиональной карьеры (апрель 2010 г.) считался одним из лучших немецких игроков в настольный теннис. Йёрг Роскопф использует инвентарь фирмы Joola. С 1 августа 2010 г. является главным тренером мужской сборной Германии по настольному теннису.

## В профессионалах
На первенстве мира 1989 года Росскопф в паре со Штеффеном Фетцнером становится чемпионом, завоевав для Германии первый и пока единственный титул чемпионов мира по настольному теннису после Второй мировой войны. На всех стадиях, начиная с 1/8 финала, Росскопфу и Фетцнеру пришлось играть все три партии. В финале они обыграли польско-югославскую пару Лешек Кухарский и Зоран Калинич.
Через год (1990) выигрывает серебряную медаль в составе сборной Германии на чемпионате Европы. 
В 1992 году спортсмен становится чемпионом Европы в одиночном разряде, обыграв финале Жан-Мишеля Сев, нарушив при этом 10-летнюю гегемонию шведских игроков (Микаэль Аппельгрен, Ульф Бенгтссон и Йёрген Перссон, становившихся чемпионами Европы в одиночном разряде в 1982—1990 гг.). Росскопф стал первым в истории немцем, выигравшим чемпионат Европы в мужском одиночном разряде. В том же году, на ОИ-92, в паре со Штеффеном Фетцнером выигрывает серебряную медаль, которая стала для Германии первой олимпийской медалью в настольном теннисе. 
На Олимпийских играх 1996 года Росскопф выиграл бронзовую медаль в одиночном разряде. В 1998 г. Росскопф стал чемпионом Европы в паре с Владимиром Самсоновым. В том же году Росскопф выигрывает кубок мира в одиночном разряде. 
В 2000 г. выигрывает серебряную медаль в составе сборной Германии на чемпионате Европы. На чемпионате Европы 2003 г. в третий раз выигрывает серебряную медаль в составе сборной Германии, и бронзовую медаль в одиночном разряде. Через год (2004) выигрывает серебряную медаль в составе сборной Германии на чемпионате мира. В 2007 г. впервые становится чемпионом Европы в составе сборной Германии.

## Тренерская деятельность

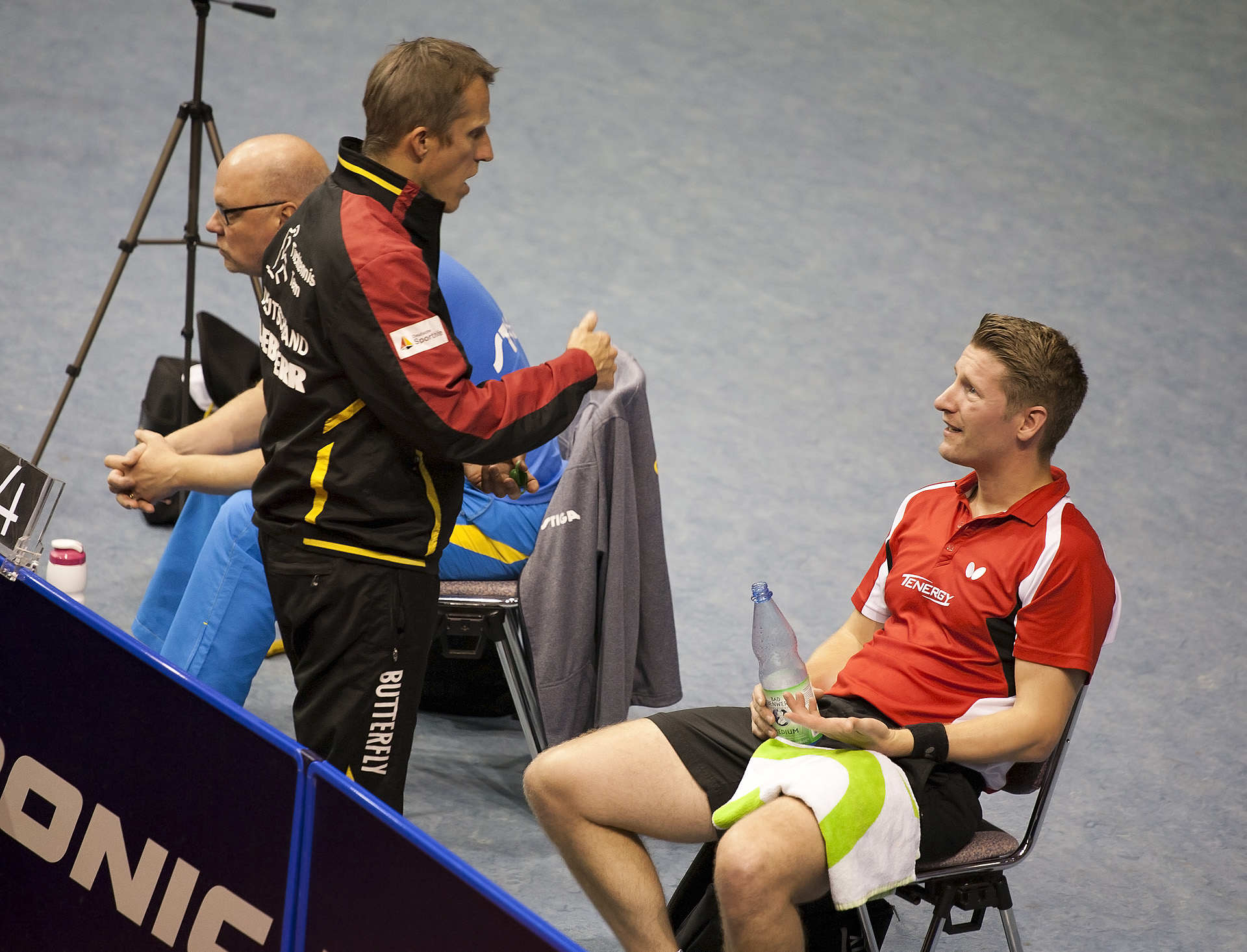
ITTF World Tour 2017 German Open, Йёрг Росскопф как тренер Рувена Филуса

После окончания профессиональной карьеры в 2010 году Йёрг Росскопф был назначен главным тренером национальной сборной Германии по настольному теннису.